# Les Colomines (Cellers)
Les Colomines és un camp de conreu del terme municipal de Castell de Mur, dins de l'antic terme de Guàrdia de Tremp, al Pallars Jussà, en territori del poble de Cellers.
Està situat al nord-est del poble de Cellers, a l'esquerra del barranc de la Gessera prop de la seva desembocadura, i a la dreta de la Noguera Pallaresa. Queda delimitat a llevant pel traçat de la carretera C-13 i a ponent pel de les vies del ferrocarril de la línia Lleida - la Pobla de Segur, just al nord d'on arrenca la breu carretera local que mena al poble de Cellers des de la carretera general. És a llevant dels Esquadros de Grabiel i al nord-est de los Camps.